# 哥打丁宜

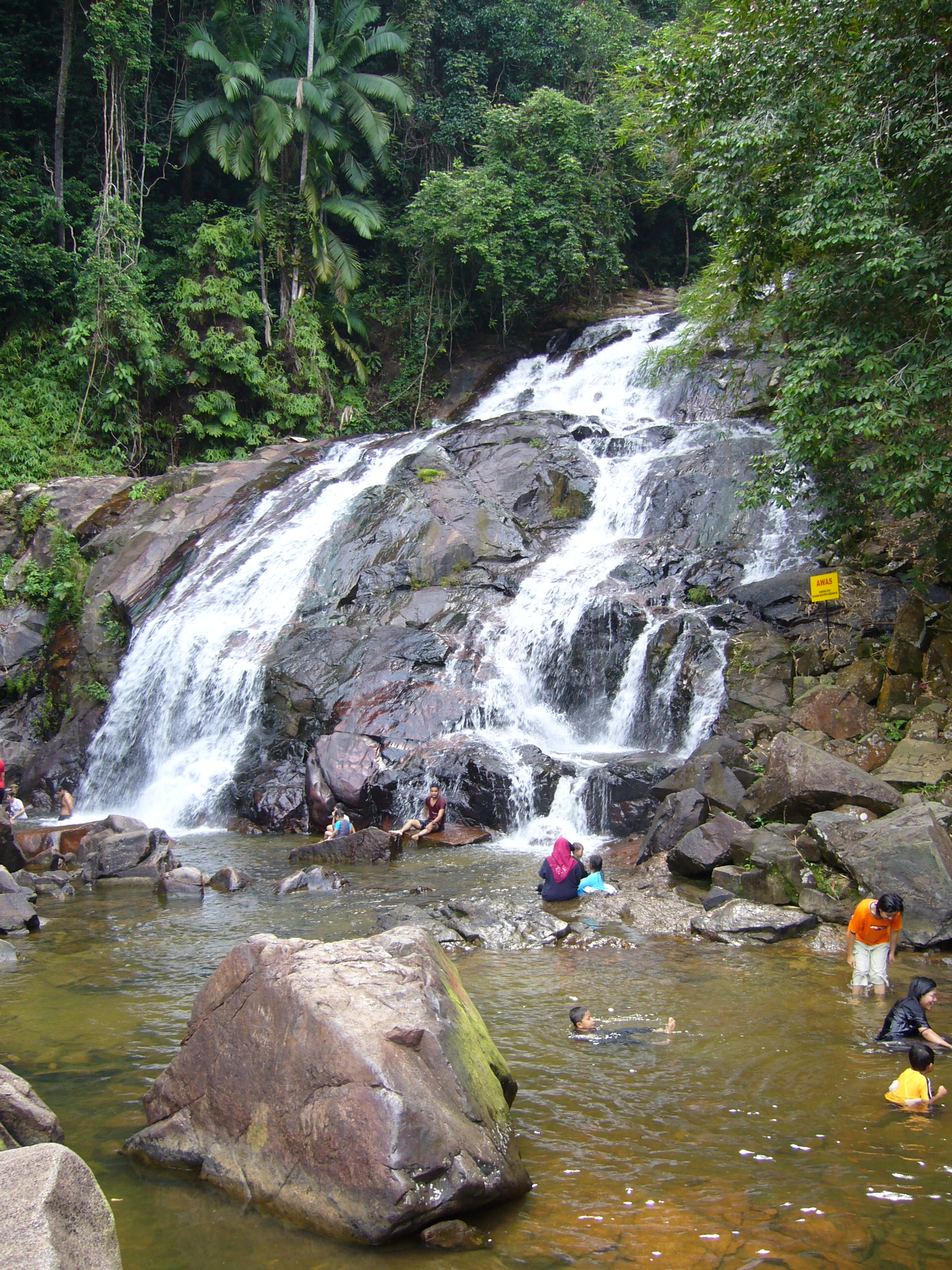
位於哥打丁宜的瀑布。

哥打丁宜，是马来西亚柔佛州哥打丁宜縣的城鎮及县府，地方政府行政隶属于哥打丁宜縣議會。哥打丁宜有柔佛州的歴史之城之稱，主要旅遊勝地有旧柔佛古堡博物馆，以及離哥打丁宜市鎮有15公里的龙望瀑布。哥打丁宜老城区当地華人旧称新德兴港。

## 历史
哥打丁宜地區的開發，最早能追溯至舊柔佛王朝的首任君王，蘇丹阿拉烏丁·利亞沙二世（Sultan Alauddin Riayat Shah II）在位期間（1528－1564）。1528至1535年間，他將首都建於縣内的直羅河（Sungai Telor）上游，并修建「哥打哥拉」（Kota Kora）城堡。當地後來稱爲「北根杜亞」（Pekan Tua），馬來語「老鎮」之意。
「哥打丁宜」一名，则最早见于末代君王蘇丹馬末沙二世（Sultan Mahmud Shah II）在位时期（1685－1699）。1666至1688年，柔佛与占碑交战22年。戰爭發生時，位於哥打丁宜縣內的首都「馬甘斗希」（Makam Tauhid）遭到嚴重破坏，蘇丹阿都加里爾沙三世（Sultan Abdul Jalil Shah III）被迫逃往彭亨。蘇丹依布拉欣沙（Sultan Ibrahim Shah）於1677年繼位，隔年退居廖內。之後他在1685年遭毒殺，其幼子隨之繼位，是為蘇丹馬末沙二世。
1688年，在宰相敦哈畢·阿都馬日（Tun Habib Abdul Majid）协助下，蘇丹将首都從廖內迁至柔佛河岸，此城堡因地势高而得名“哥打丁宜”（Kota Tinggi），意为“高城”。1699年，蘇丹馬末沙二世在哥打丁宜遭刺殺身亡，時年僅24歲。因其無子嗣，由敦哈畢之子、宰相巴杜卡拉惹（Bendahara Paduka Raja）繼承大統，是為蘇丹阿都加里爾·利亞沙四世（Sultan Abdul Jalil Riayat Shah IV）。自此柔佛進入宰相王朝。

## 地理
哥打丁宜北邻丰盛港，西隔著居鑾，西南分隔著古来，南邻新山和巴西古当，東南面则是边佳兰。城鎮總面積約為17平方公里。

## 交通

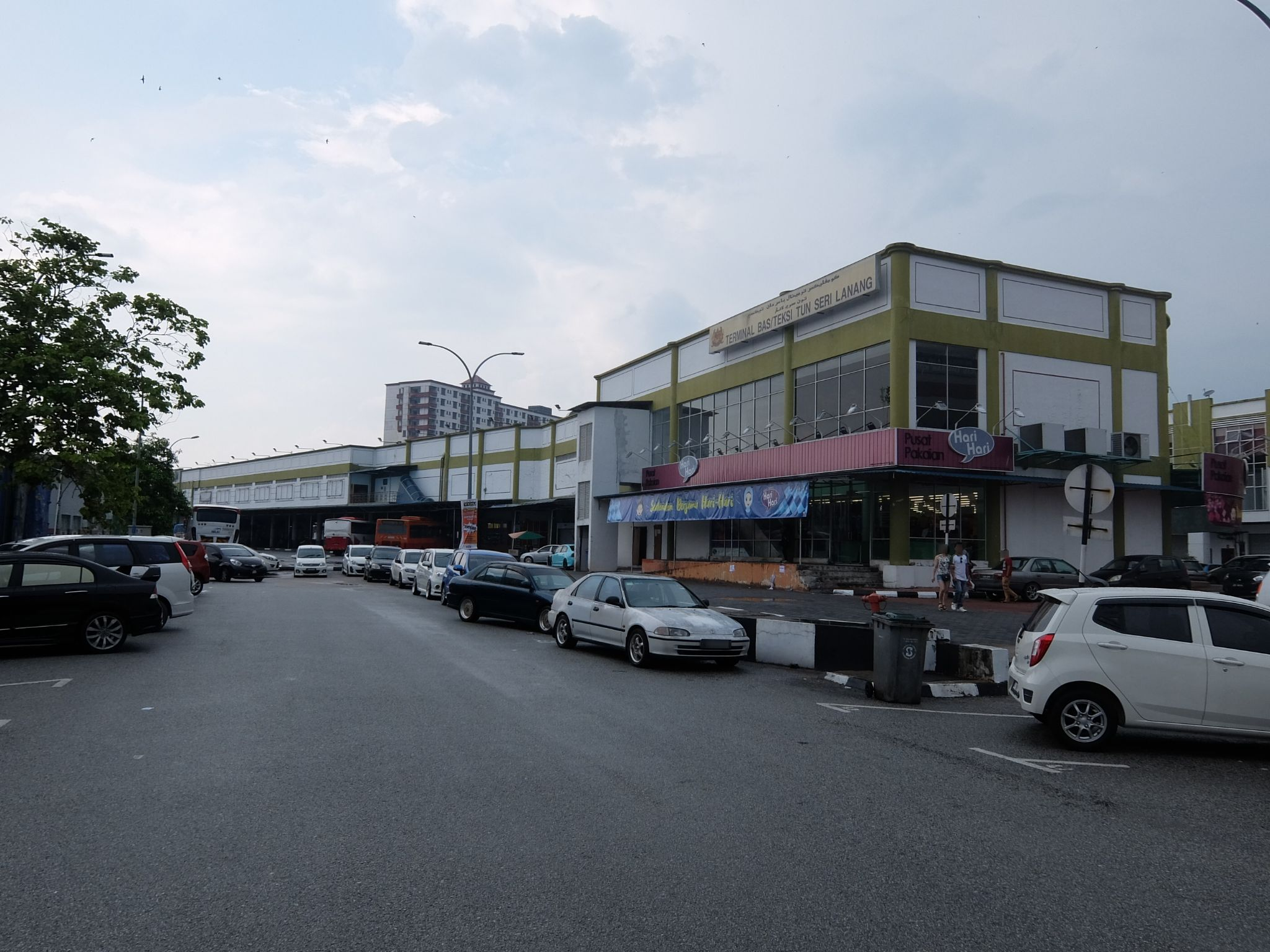
敦斯里拉南（Tun Seri Lanang）巴士和計程車總站

- 在新山中央車站乘搭（41, 227）號巴士，或在拉慶中央車站乘搭（66, 227）號巴士到達[5]。
- 乘搭Causeway Link 6B號巴士到達.[6]。
- 駕車駛經聯邦3號公路、聯邦91號或聯邦92號公路抵達。

## 人口
根據2020年馬來西亞人口普查，哥打丁宜县议会辖区下共有130,756人，其中包括巫裔在内的土著为102,552人，华裔为14,562人，印裔为5,060人，其他族群为585人，以及非公民7,997人。
| 2020年哥打丁宜族群比例 | 2020年哥打丁宜族群比例 | 2020年哥打丁宜族群比例 | 2020年哥打丁宜族群比例 | 2020年哥打丁宜族群比例 |
| ---------------------- | ---------------------- | ---------------------- | ---------------------- | ---------------------- |
| 族群 / 国籍            | 族群 / 国籍            |                        | 百分比                 | 百分比                 |
| 马来人                 | 马来人                 |                        | 76.99%                 | 76.99%                 |
| 其它土著               | 其它土著               |                        | 1.44%                  | 1.44%                  |
| 华人                   | 华人                   |                        | 11.14%                 | 11.14%                 |
| 印度人                 | 印度人                 |                        | 3.87%                  | 3.87%                  |
| 其他                   | 其他                   |                        | 0.45%                  | 0.45%                  |
| 非马来西亚公民         | 非马来西亚公民         |                        | 6.12%                  | 6.12%                  |

| 族群               | 2020   | 2020    |
| 族群               | 人口   | 百分比  |
| ------------------ | ------ | ------- |
| 马来人             | 100665 | 76.99%  |
| 其他土著           | 1887   | 1.44%   |
| 华人               | 14562  | 11.14%  |
| 印度人             | 5060   | 3.87%   |
| 其他               | 585    | 0.45%   |
| 马来西亚公民总数   | 122759 | 93.88%  |
| 非马来西亚公民总数 | 7997   | 6.12%   |
| 总数               | 130756 | 100.00% |